# Temporada 2015 del Campeonato Brasileño de Moto 1000 GP
La temporada 2015 del Campeonato Brasileño de Motovelocidade es la 1.ª edición sin el sello del Moto 1000 GP y la 6.ª edición del Campeonato Brasileño de Motovelicidade.
El "Campeonato Brasileño de Moto 1000 GP" es la principal categoría de motociclismo en Brasil junto con Campeonato Brasileño de Superbikes. Fue creado en 2011. y ha sido gestionado desde su fundación por la empresa de Alex Barros.
Una superbike (abreviado a menudo como SBK) es un tipo de motocicleta que se utiliza en competiciones de motociclismo de velocidad, entre ellas el Campeonato Mundial de Superbikes y el Campeonato Mundial de Motociclismo de Resistencia. A diferencia de las motocicletas usadas en el Campeonato Mundial de Motociclismo, las superbikes deben ser modelos derivados de los de serie. Esto las hace menos costosas de desarrollar y mantener, por lo cual varios campeonatos nacionales de motociclismo de velocidad se disputan con ellas.
Para que las marcas de motocicletas puedan usar sus motocicletas en los campeonatos, deben primero homologarlas y vender una cierta cantidad de unidades al público. Según el campeonato, se permite la modificación de suspensiones, frenos y ruedas. Los motores son de alta cilindrada: entre 850 y 1200 cc para motores bicilíndricos, y entre 750 y 1000 cc para los de cuatro cilindros. Hasta mediados de la década de 1990, también se permitieron motores de dos tiempos en lugar de cuatro tiempos, en este caso de hasta 500 cc de cilindrada.

## Calendario
| Ronda | Fecha            | Gran Premio                        | Circuito                                          | Ciudad                | Horário | Info   |
| ----- | ---------------- | ---------------------------------- | ------------------------------------------------- | --------------------- | ------- | ------ |
| 1     | 3 de mayo        | Grande Prêmio de Curitiba          | Autódromo Internacional de Curitiba               | Curitiba, PR          | 10h30   | [ 3 ]  |
| 2     | 31 de mayo       | Grande Prêmio de Cascavel          | Autódromo Internacional de Cascavel - Zilmar Beux | Cascavel, PR          | 10h30   | [ 4 ]  |
| 3     | 28 de junio      | Grande Prêmio Goiás                | Autódromo Internacional Ayrton Senna              | Goiânia, GO           | 10h30   | [ 5 ]  |
| 4     | 26 de julio      | Grande Prêmio de São Paulo         | Autódromo Internacional de Interlagos             | São Paulo, SP         | 09h00   | [ 6 ]  |
| 5     | 30 de agosto     | Grande Prêmio Pirelli              | Autódromo Internacional de Curitiba               | Curitiba, PR          | 11h00   | [ 7 ]  |
| 6     | 27 de septiembre | Grande Prêmio de Brasília          | Autódromo Internacional Nelson Piquet             | Brasília, DF          | 01h00   | [ 8 ]  |
| 7     | 25 de octubre    | Grande Prêmio de Santa Cruz do Sul | Autódromo Internacional de Santa Cruz do Sul      | Santa Cruz do Sul, RS | 10h00   | [ 9 ]  |
| 8     | 29 de noviembre  | Grande Prêmio Petrobrás            | Autódromo Internacional de Interlagos             | São Paulo, SP         | 10h00   | [ 10 ] |

## Equipos y pilotos

### GP 1000
| Equipe                       | Construtor | Moto                  | Pneu | N.° | Nome do piloto     | Rodada       |
| ---------------------------- | ---------- | --------------------- | ---- | --- | ------------------ | ------------ |
| BMW Motorrad Petronas Racing | BMW        | BMW S1000RR           | P    | 68  | Matthieu Lussiana  | Todas        |
| BMW Motorrad Petronas Racing | BMW        | BMW S1000RR           | P    | 53  | Luciano Ribodino   | 1, 4-5 y 7-8 |
| JC Racing Team               | Kawasaki   | Kawasaki Ninja ZX-10R | P    | 72  | Diego Pierluigi    | 1-7          |
| JC Racing Team               | Kawasaki   | Kawasaki Ninja ZX-10R | P    | 61  | Luís Fittipaldi    | 1            |
| Center Moto Racing Team      | Honda      | Honda CBR 1000RR      | P    | 90  | Miguel Praia       | Todas        |
| Motonil Motors-PDV Brasil    | Kawasaki   | Kawasaki Ninja ZX-10R | P    | 28  | Wesley Gutierrez   | Todas        |
| Motonil Motors-PDV Brasil    | Kawasaki   | Kawasaki Ninja ZX-10R | P    | 34  | Phillippe Thiriet  | Todas        |
| Vergani Racing               | BMW        | BMW S1000RR           | P    | 69  | André Paiato       | 1            |
| Target Race Superbike Team   | Kawasaki   | Kawasaki Ninja ZX-10R | P    | 67  | Sebastiano Zerbo   | Todas        |
| Target Race Superbike Team   | Kawasaki   | Kawasaki Ninja ZX-10R | P    | 83  | Jean Vieira        | 6-8          |
| DRT                          | Ducati     | Ducati Panigale V4 R  | P    | 78  | Diego Pretel       | 1-6 y 8      |
| DRT                          | Ducati     | Ducati Panigale V4 R  | P    | 86  | Danilo Berto       | 8            |
| Team Suzuki-PRT              | Suzuki     | Suzuki GSX-R 1000     | P    | 22  | Nick Iatauro       | Todas        |
| M2B Racing                   | Kawasaki   | Kawasaki Ninja ZX-10R | P    | 85  | Victor Moura       | Todas        |
| M2B Racing                   | Kawasaki   | Kawasaki Ninja ZX-10R | P    | 46  | Erlon Franco       | 6            |
| MS Racing Team               | Honda      | Honda CBR 1000RR      | P    | 45  | Marcos Salles      | 1-7          |
| MS Racing Team               | Honda      | Honda CBR 1000RR      | P    | 9   | Pedro Lins         | 8            |
| Solorza Competición          | Kawasaki   | Kawasaki Ninja ZX-10R | P    | 62  | Martín Solorza     | 1-2 y 6-8    |
| Solorza Competición          | Kawasaki   | Kawasaki Ninja ZX-10R | P    | 41  | Marco Solorza      | 1-2 y 6-8    |
| Tecfil Racing Team           | Kawasaki   | Kawasaki Ninja ZX-10R | P    | 10  | Danilo Lewis       | 1-3 y 6-8    |
| Tecfil Racing Team           | Kawasaki   | Kawasaki Ninja ZX-10R | P    | 43  | Marcelo Skaf       | 7-8          |
| Don Racing Team              | Ducati     | Ducati Panigale V4 R  | P    | 58  | Ian Testa          | 1            |
| Euro Racing                  | Kawasaki   | Kawasaki Ninja ZX-10R | P    | 89  | Rhalf Lo Turco     | 8            |
| PSBK Racing                  | Kawasaki   | Kawasaki Ninja ZX-10R | P    | 44  | Eliandro Simonini  | 5            |
| PSBK Racing                  | Kawasaki   | Kawasaki Ninja ZX-10R | P    | 6   | Ricardo Negretto   | 6 y 8        |
| PSBK Racing                  | Kawasaki   | Kawasaki Ninja ZX-10R | P    | 56  | Alessandro Andrade | 3            |
| Carlos Barcelos Racing       | Suzuki     | Suzuki GSX-R 1000     | P    | 94  | Carlos Barcellos   | 7-8          |
| Bohlin Motorsport            | Kawasaki   | Kawasaki Ninja ZX-10R | P    | 59  | Helison Chin       | 8            |
| Eagle Racing Team            | BMW        | BMW S1000RR           | P    | 20  | Maurício Paludete  | 8            |
| Eagle Racing Team            | BMW        | BMW S1000RR           | P    | 8   | Sebastian Porto    | 1-3          |

| Legenda             |
| ------------------- |
| Piloto da Temporada |
| Piloto Convidado    |
| Piloto Substituto   |

### GP Light
| Equipe                         | Construtor | Moto                  | Pneu | N.° | Nome do piloto      | Rodada       |
| ------------------------------ | ---------- | --------------------- | ---- | --- | ------------------- | ------------ |
| K Racing                       | Honda      | Honda CBR 1000RR      | P    | 30  | Marcelo Dahmer      | Todas        |
| K Racing                       | Honda      | Honda CBR 1000RR      | P    | 77  | Marlon Verdi        | 5            |
| Team Suzuki PRT                | Suzuki     | Suzuki GSX-R 1000     | P    | 73  | Rafael Nunes        | Todas        |
| City Service BSB Motor Racing  | Kawasaki   | Kawasaki Ninja ZX-10R | P    | 6   | Henrique Castro     | Todas        |
| City Service BSB Motor Racing  | Kawasaki   | Kawasaki Ninja ZX-10R | P    | 56  | Von Braun           | 4            |
| Fura 300 Racing                | Kawasaki   | Kawasaki Ninja ZX-10R | P    | 76  | Sandro Campos       | 4            |
| Fura 300 Racing                | Kawasaki   | Kawasaki Ninja ZX-10R | P    | 78  | Gilbert Paz         | 8            |
| Center Moto Racing Team        | Honda      | Honda CBR 1000RR      | P    | 75  | Pedro Lins          | 1-2, 4-6 y 8 |
| Center Moto Racing Team        | Honda      | Honda CBR 1000RR      | P    | 26  | Tiago Fonseca       | 3 y 5        |
| MS Racing Team                 | Kawasaki   | Kawasaki Ninja ZX-10R | P    | 8   | Jean Vieira         | 1-2 y 4-8    |
| MS Racing Team                 | Kawasaki   | Kawasaki Ninja ZX-10R | P    | 66  | Márcio Pereira BMW  | 1-2 y 4-6    |
| DRT                            | Ducati     | Ducati Panigale V4 R  | P    | 68  | Ricardo Levy        | 1 y 3-4      |
| DRT                            | Ducati     | Ducati Panigale V4 R  | P    | 13  | Danilo Rafael Berto | 4-5          |
| Target Race Superbike Team     | Kawasaki   | Kawasaki Ninja ZX-10R | P    | 10  | Érlon Franco        | 1-4 y 6-8    |
| Target Race Superbike Team     | Kawasaki   | Kawasaki Ninja ZX-10R | P    | 81  | Alan Modesto        | 5            |
| 2MT-PRT                        | Kawasaki   | Kawasaki Ninja ZX-10R | P    | 52  | Marcos Ramalho      | 1, 4-5 y 7   |
| 2MT-PRT                        | Kawasaki   | Kawasaki Ninja ZX-10R | P    | 97  | Helison Chin        | 5            |
| SBK Moto Racing                | Kawasaki   | Kawasaki Ninja ZX-10R | P    | 36  | Diogo Ramos         | 1, 3 y 5-8   |
| SBK Moto Racing                | Kawasaki   | Kawasaki Ninja ZX-10R | P    | 5   | Pablo Nunes         | 3 y 5-8      |
| JC Racing Team                 | Kawasaki   | Kawasaki Ninja ZX-10R | P    | 86  | Marcelo Souza       | 5-6          |
| JC Racing Team                 | Kawasaki   | Kawasaki Ninja ZX-10R | P    | 51  | Édson Luiz          | 1-5 y 7-8    |
| Sport Plus Racing              | BMW        | BMW S1000RR           | P    | 48  | Maurício Paludete   | 1, 5 y 8     |
| Sport Plus Racing              | BMW        | BMW S1000RR           | P    | 57  | Ricardo Negretto    | 1-3, 6 y 8   |
| Grinjets                       | Kawasaki   | Kawasaki Ninja ZX-10R | P    | 28  | Alexandre Godoy     | 5            |
| Grinjets                       | Kawasaki   | Kawasaki Ninja ZX-10R | P    | 42  | Sharbel Hajjar      | 8            |
| Motonil Motors PDV-Brasil/Usat | Kawasaki   | Kawasaki Ninja ZX-10R | P    | 93  | Marcelo Skaf        | 6-7          |
| Motonil Motors PDV-Brasil/Usat | Kawasaki   | Kawasaki Ninja ZX-10R | P    | 61  | Fabiano Hazan       | 1            |
| BMW Motorrad Petronas Racing   | BMW        | BMW S1000RR           | P    | 45  | Luciano Donato      | 1-4 y 6-8    |
| BMW Motorrad Petronas Racing   | BMW        | BMW S1000RR           | P    | 63  | Igor Guerra         | 3            |
| BMW Motorrad Petronas Racing   | BMW        | BMW S1000RR           | P    | 62  | Renan Passos        | 2            |
| Carlos Barcelos Racing         | Yamaha     | Yamaha YZF-R1         | P    | 96  | Bruno Teixeira      | 7            |
| Carlos Barcelos Racing         | Yamaha     | Yamaha YZF-R1         | P    | 23  | Iberson Thaigo      | 3            |
| Giesse Team                    | Kawasaki   | Kawasaki Ninja ZX-10R | P    | 59  | Uber Torres         | 3            |
| Giesse Team                    | Kawasaki   | Kawasaki Ninja ZX-10R | P    | 16  | Gian Filippis       | 2-3          |
| Tampolli Racing                | Ducati     | Ducati Panigale V4 R  | P    | 58  | Guilherme Calixto   | 6            |
| Tampolli Racing                | Ducati     | Ducati Panigale V4 R  | P    | 83  | Rodrigo Souza       | 3            |
| Diamond Racing                 | BMW        | BMW S1000RR           | P    | 1   | Pedro Assumpção     | 4            |
| Diamond Racing                 | BMW        | BMW S1000RR           | P    | 35  | Alexis Hay          | 8            |
| Tecfil Racing Team             | Kawasaki   | Kawasaki Ninja ZX-10R | P    | 72  | Wagner Ettinger     | 2 y 6        |
| Tecfil Racing Team             | Kawasaki   | Kawasaki Ninja ZX-10R | P    | 34  | Marcos Prata        | 1            |
| Tecfil Racing Team             | Kawasaki   | Kawasaki Ninja ZX-10R | P    | 41  | Wellison Rocha      | 3            |

| Legenda             |
| ------------------- |
| Piloto da Temporada |
| Piloto Convidado    |
| Piloto Substituto   |

### GP 600
| Equipe                     | Construtor | Moto                 | Pneu | N.° | Nome do piloto      | Rodada  |
| -------------------------- | ---------- | -------------------- | ---- | --- | ------------------- | ------- |
| GST Honda Mobil Super Moto | Honda      | Honda CBR 600RR      | P    | 51  | Eric Granado        | Todas   |
| GST Honda Mobil Super Moto | Honda      | Honda CBR 600RR      | P    | 98  | Márcio Bortolini    | Todas   |
| PSBK Racing                | Kawasaki   | Kawasaki Ninja ZX-6R | P    | 25  | Joélsu da Silva     | Todas   |
| PSBK Racing                | Kawasaki   | Kawasaki Ninja ZX-6R | P    | 66  | Lucas Bittencourt   | Todas   |
| Ilusion Racing             | Yamaha     | Yamaha YZF-R6        | P    | 34  | Sebastian Salón     | Todas   |
| Ilusion Racing             | Yamaha     | Yamaha YZF-R6        | P    | 1   | Leonardo Pozzer     | 8       |
| Ilusion Racing             | Yamaha     | Yamaha YZF-R6        | P    | 95  | Juan Solorza        | Todas   |
| Reparto Corse              | Yamaha     | Yamaha YZF-R6        | P    | 16  | Pedro Sampaio       | Todas   |
| Reparto Corse              | Yamaha     | Yamaha YZF-R6        | P    | 42  | Juliano Soder       | 8       |
| RXP/TRH Racing             | Honda      | Honda CBR 600RR      | P    | 55  | Régis dos Santos    | 8       |
| RXP/TRH Racing             | Honda      | Honda CBR 600RR      | P    | 68  | Alex Pires          | Todas   |
| ETG Racing                 | Kawasaki   | Kawasaki Ninja ZX-6R | P    | 47  | Édson Fibla         | 6       |
| ETG Racing                 | Kawasaki   | Kawasaki Ninja ZX-6R | P    | 20  | Marcos Fortunato    | Todas   |
| Franco Racing VHC Team     | Honda      | Honda CBR 600RR      | P    | 74  | Marcelo Dias        | Todas   |
| Franco Racing VHC Team     | Honda      | Honda CBR 600RR      | P    | 23  | Thiago Fonseca      | 2       |
| GS Stratos Racing          | Kawasaki   | Kawasaki Ninja ZX-6R | P    | 18  | Leopoldo Bittar     | 3       |
| GS Stratos Racing          | Kawasaki   | Kawasaki Ninja ZX-6R | P    | 78  | Ricardo Bruniera    | 8       |
| 44 Team                    | Honda      | Honda CBR 600RR      | P    | 3   | Sérgio Laurentys    | Todas   |
| Carlos Barcelos Racing     | Kawasaki   | Kawasaki Ninja ZX-6R | P    | 72  | Samara Andrade      | 4       |
| Carlos Barcelos Racing     | Kawasaki   | Kawasaki Ninja ZX-6R | P    | 63  | Sérgio Prates       | 1-7     |
| Fábio Loko Racing          | Kawasaki   | Kawasaki Ninja ZX-6R | P    | 50  | Damian Martinovich  | 7       |
| Igax Team                  | Kawasaki   | Kawasaki Ninja ZX-6R | P    | 30  | Rafael Jubram       | 3       |
| Igax Team                  | Kawasaki   | Kawasaki Ninja ZX-6R | P    | 89  | Gregory Alfonso     | 1       |
| Igax Team                  | Kawasaki   | Kawasaki Ninja ZX-6R | P    | 59  | Rafael Bertagnolli  | 2 y 4-7 |
| BRP Racing                 | Kawasaki   | Kawasaki Ninja ZX-6R | P    | 13  | Maurício Protta     | 5       |
| Santin Racing              | Kawasaki   | Kawasaki Ninja ZX-6R | P    | 5   | Ian Testa           | Todas   |
| Santin Racing              | Kawasaki   | Kawasaki Ninja ZX-6R | P    | 32  | Marciano Santin     | Todas   |
| Santin Racing              | Kawasaki   | Kawasaki Ninja ZX-6R | P    | 94  | Dênis Perenyl       | 8       |
| DKR Engineering            | Kawasaki   | Kawasaki Ninja ZX-6R | P    | 90  | Júlio Fortunato     | Todas   |
| DKR Engineering            | Kawasaki   | Kawasaki Ninja ZX-6R | P    | 26  | Juninho Garcia      | 1       |
| Kemppi Motorsport          | Kawasaki   | Kawasaki Ninja ZX-6R | P    | 61  | Flávio Pavanelli    | Todas   |
| Kemppi Motorsport          | Kawasaki   | Kawasaki Ninja ZX-6R | P    | 71  | Matheus Oliveira    | Todas   |
| Kemppi Motorsport          | Kawasaki   | Kawasaki Ninja ZX-6R | P    | 48  | Davi Costa          | Todas   |
| Gebhardt Motorsport        | Kawasaki   | Kawasaki Ninja ZX-6R | P    | 84  | Douglas Pecoraro    | Todas   |
| Gebhardt Motorsport        | Kawasaki   | Kawasaki Ninja ZX-6R | P    | 46  | Victor Luciano      | Todas   |
| AF2 Motorsport             | Yamaha     | Yamaha YZF-R6        | P    | 70  | Breno Pinto         | Todas   |
| AF2 Motorsport             | Yamaha     | Yamaha YZF-R6        | P    | 14  | Marcus Trotta       | Todas   |
| AF2 Motorsport             | Yamaha     | Yamaha YZF-R6        | P    | 75  | Maximiliano Gerardo | Todas   |
| BHK Motorsport             | Kawasaki   | Kawasaki Ninja ZX-6R | P    | 67  | Rafael Florese      | 1-6 y 8 |
| BHK Motorsport             | Kawasaki   | Kawasaki Ninja ZX-6R | P    | 97  | Ademílson Peixer    | Todas   |
| Bretton Racing             | Kawasaki   | Kawasaki Ninja ZX-6R | P    | 31  | Marcos Macapá       | 7       |
| Bretton Racing             | Kawasaki   | Kawasaki Ninja ZX-6R | P    | 73  | Ricardo Juliani     | 6       |
| More Motorsport            | Kawasaki   | Kawasaki Ninja ZX-6R | P    | 58  | Érico Maison        | 3       |
| More Motorsport            | Kawasaki   | Kawasaki Ninja ZX-6R | P    | 19  | Thiago Freitas      | 3 y 7   |

| Legenda             |
| ------------------- |
| Piloto da Temporada |
| Piloto Convidado    |
| Piloto Substituto   |

### GP 250R
| Equipe                              | Construtor | Moto                | Pneu | N.° | Nome do piloto      | Rodada    |
| ----------------------------------- | ---------- | ------------------- | ---- | --- | ------------------- | --------- |
| Estrella Galicia 0,0 by Alex Barros | Honda      | Honda CBR250T       | P    | 67  | Brian David         | Todas     |
| Estrella Galicia 0,0 by Alex Barros | Honda      | Honda CBR250T       | P    | 3   | Bruno Maciel        | Todas     |
| Reiter Engineering                  | Kawasaki   | Kawasaki Ninja Z400 | P    | 30  | Marcelo Lage        | Todas     |
| Reiter Engineering                  | Kawasaki   | Kawasaki Ninja Z400 | P    | 78  | Nicolás Palavecino  | Todas     |
| Mühlner Motorsport                  | Yamaha     | Yamaha YZF-R3       | P    | 17  | Alexandre Carpes    | 3-8       |
| Mühlner Motorsport                  | Yamaha     | Yamaha YZF-R3       | P    | 42  | Felipe Schmitz      | Todas     |
| MRS-GT Racing                       | KTM        | KTM RC 390 R        | P    | 26  | Daniel Pessoa       | Todas     |
| MRS-GT Racing                       | KTM        | KTM RC 390 R        | P    | 80  | Genaro Rossi        | Todas     |
| Cerciari Racing School              | Suzuki     | Suzuki GSX-R 300    | P    | 51  | Badú Lontra         | 7         |
| Cerciari Racing School              | Suzuki     | Suzuki GSX-R 300    | P    | 70  | Lorran Dubem        | 3-8       |
| Racing Experience                   | KTM        | KTM RC 390 R        | P    | 89  | Mauro Méndez        | 8         |
| Racing Experience                   | KTM        | KTM RC 390 R        | P    | 48  | Leonel Vangioni     | 5         |
| MMi Motorsport                      | Kove       | Kove 321RR          | P    | 6   | Armando Méndez      | 2         |
| MMi Motorsport                      | Kove       | Kove 321RR          | P    | 60  | Cláudio Hoffmann    | 4-8       |
| Konrad Motorsport                   | Kawasaki   | Kawasaki Ninja Z400 | P    | 58  | Diego Martucci      | 3-8       |
| Konrad Motorsport                   | Kawasaki   | Kawasaki Ninja Z400 | P    | 81  | Federico Brancolini | 5         |
| Aust Motorsport                     | Kawasaki   | Kawasaki Ninja Z400 | P    | 50  | Alexander Calles    | 6         |
| Aust Motorsport                     | Kawasaki   | Kawasaki Ninja Z400 | P    | 46  | Warley Nascimento   | 6         |
| Antena 3 Racing Team                | Kawasaki   | Kawasaki Ninja Z400 | P    | 69  | Alexis Castillo     | Todas     |
| Antena 3 Racing Team                | Kawasaki   | Kawasaki Ninja Z400 | P    | 9   | Édson Souza Filho   | 4         |
| Semprucci Biesse-Group              | Suzuki     | Suzuki GSX-R 300    | P    | 11  | Eduardo Maciel      | 7         |
| KR Sport                            | Kawasaki   | Kawasaki Ninja Z400 | P    | 56  | Brenner Ribeiro     | 1-7       |
| KR Sport                            | Kawasaki   | Kawasaki Ninja Z400 | P    | 82  | Sandro Mauro        | Todas     |
| Hitman RC Racing                    | Honda      | Honda CBR250T       | P    | 19  | Daniel Mello        | 1-4 y 6-8 |
| Hitman RC Racing                    | Honda      | Honda CBR250T       | P    | 68  | Lorenzo Venutti     | Todas     |
| Hitman RC Racing                    | Honda      | Honda CBR250T       | P    | 53  | Nélson Matheus      | 1-3       |
| SP Tadao Racing                     | Yamaha     | Yamaha YZF-R3       | P    | 33  | Rodrigo Casarão     | 8         |
| PR2 Motorsport                      | KTM        | KTM RC 390 R        | P    | 93  | Márcio Affonso      | Todas     |
| PR2 Motorsport                      | KTM        | KTM RC 390 R        | P    | 83  | Thiago Bertola      | 3-8       |
| Petronas Sprinta                    | Yamaha     | Yamaha YZF-R3       | P    | 41  | Sanderson Cardoso   | 1-6       |
| Petronas Sprinta                    | Yamaha     | Yamaha YZF-R3       | P    | 62  | Guilherme Barrozo   | 1 y 3-8   |
| Team Neuauto                        | Montesa    | Montesa Rotax TG4   | P    | 95  | Roberto Machado     | 3-8       |
| Team Neuauto                        | Montesa    | Montesa Rotax TG4   | P    | 77  | Wilcon Souza        | 6         |
| Team Neuauto                        | Montesa    | Montesa Rotax TG4   | P    | 94  | Dino Montêz         | 1-4 y 7   |
| Racing Factory                      | KTM        | KTM RC 390 R        | P    | 96  | Andrey Oliveira     | Todas     |
| M3 Competicion                      | Honda      | Honda CBR250T       | P    | 64  | Benjamín Moreno     | Todas     |
| M3 Competicion                      | Honda      | Honda CBR250T       | P    | 5   | Gabriel Batista     | Todas     |
| M3 Competicion                      | Honda      | Honda CBR250T       | P    | 63  | Mário Pierre        | 8         |
| Styl Moto Racing                    | Suzuki     | Suzuki GSX-R 300    | P    | 10  | Javier Altamirano   | 1 y 3-8   |
| Styl Moto Racing                    | Suzuki     | Suzuki GSX-R 300    | P    | 40  | Gabriel Diniz       | 3-8       |
| Promoto Sport                       | Honda      | Honda CBR250T       | P    | 24  | Fábio Baqueta       | Todas     |
| Promoto Sport                       | Honda      | Honda CBR250T       | P    | 85  | Jorge Recalde       | 3-8       |
| Vasco Rossi Racing                  | Kawasaki   | Kawasaki Ninja Z400 | P    | 16  | Sérgio Moura        | 3 y 5     |
| Team Motorola                       | Honda      | Honda CBR250T       | P    | 39  | Mateus Cabral       | 5         |
| Team Motorola                       | Honda      | Honda CBR250T       | P    | 79  | Fernando Bezerra    | 3-8       |
| Team Motorola                       | Honda      | Honda CBR250T       | P    | 29  | Santiago Bueno      | 8         |
| Team Motorola                       | Honda      | Honda CBR250T       | P    | 49  | Gilmar Pequeno      | 7         |
| Aluma-Lite Racing                   | KTM        | KTM RC 390 R        | P    | 36  | Valmir Evang        | 4         |
| FGF Battaini Racing                 | Kove       | Kove 321RR          | P    | 54  | Alexandre Serratine | 6-8       |
| FGF Battaini Racing                 | Kove       | Kove 321RR          | P    | 59  | Helena Márcia       | 7         |

| Legenda             |
| ------------------- |
| Piloto da Temporada |
| Piloto Convidado    |
| Piloto Substituto   |

## Resultados

### GP 1000
| Ronda | Circuito                           | Fecha            | Pole Position     | Vuelta rápida     | Piloto ganador    | Equipo ganador               | Constructor | Ref.   |
| ----- | ---------------------------------- | ---------------- | ----------------- | ----------------- | ----------------- | ---------------------------- | ----------- | ------ |
| 1     | Grande Prêmio de Curitiba          | 3 de mayo        | Matthieu Lussiana | Matthieu Lussiana | Matthieu Lussiana | BMW Motorrad Petronas Racing | BMW         | [ 11 ] |
| 2     | Grande Prêmio de Cascavel          | 31 de mayo       | Matthieu Lussiana | Matthieu Lussiana | Matthieu Lussiana | BMW Motorrad Petronas Racing | BMW         | [ 12 ] |
| 3     | Grande Prêmio Goiás                | 28 de junio      | Matthieu Lussiana | Diego Pierluigi   | Diego Pierluigi   | JC Racing Team               | Kawasaki    | [ 13 ] |
| 4     | Grande Prêmio de São Paulo         | 26 de julio      | Matthieu Lussiana | Luciano Ribodino  | Matthieu Lussiana | BMW Motorrad Petronas Racing | BMW         | [ 14 ] |
| 5     | Grande Prêmio Pirelli              | 30 de agosto     | Matthieu Lussiana | Wesley Gutierrez  | Matthieu Lussiana | BMW Motorrad Petronas Racing | BMW         | [ 15 ] |
| 6     | Grande Prêmio de Brasília          | 27 de septiembre | Diego Pierluigi   | Matthieu Lussiana | Diego Pierluigi   | JC Racing Team               | Kawasaki    | [ 16 ] |
| 7     | Grande Prêmio de Santa Cruz do Sul | 25 de octubre    | Matthieu Lussiana | Matthieu Lussiana | Matthieu Lussiana | BMW Motorrad Petronas Racing | BMW         | [ 17 ] |
| 8     | Grande Prêmio Petrobrás            | 29 de noviembre  | Matthieu Lussiana | Sebastiano Zerbo  | Sebastiano Zerbo  | Target Race Superbike Team   | Kawasaki    | [ 18 ] |

### GP Light
| Ronda | Circuito                           | Fecha            | Pole Position  | Vuelta rápida    | Piloto ganador  | Equipo ganador                | Constructor | Ref.   |
| ----- | ---------------------------------- | ---------------- | -------------- | ---------------- | --------------- | ----------------------------- | ----------- | ------ |
| 1     | Grande Prêmio de Curitiba          | 3 de mayo        | Marcelo Dahmer | Jean Vieira      | Rafael Nunes    | Team Suzuki PRT               | Suzuki      | [ 19 ] |
| 2     | Grande Prêmio de Cascavel          | 31 de mayo       | Marcos Ramalho | Marcos Ramalho   | Marcos Ramalho  | 2MT-PRT                       | Kawasaki    | [ 20 ] |
| 3     | Grande Prêmio Goiás                | 28 de junio      | Marcelo Dahmer | Ricardo Negretto | Rafael Nunes    | Team Suzuki PRT               | Suzuki      | [ 21 ] |
| 4     | Grande Prêmio de São Paulo         | 26 de julio      | Édson Luiz     | Marcelo Dahmer   | Marcelo Dahmer  | K Racing                      | Honda       | [ 22 ] |
| 5     | Grande Prêmio Pirelli              | 30 de agosto     | Rafael Nunes   | Rafael Nunes     | Rafael Nunes    | Team Suzuki PRT               | Suzuki      | [ 23 ] |
| 6     | Grande Prêmio de Brasília          | 27 de septiembre | Marcelo Skaf   | Henrique Castro  | Henrique Castro | City Service BSB Motor Racing | Kawasaki    | [ 24 ] |
| 7     | Grande Prêmio de Santa Cruz do Sul | 25 de octubre    | Marcelo Dahmer | Diogo Ramos      | Marcelo Dahmer  | K Racing                      | Honda       | [ 25 ] |
| 8     | Grande Prêmio Petrobrás            | 29 de noviembre  | Sharbel Hajjar | Sharbel Hajjar   | Sharbel Hajjar  | Grinjets                      | Kawasaki    | [ 26 ] |

### GP 600
| Ronda | Circuito                           | Fecha            | Pole Position | Vuelta rápida | Piloto ganador | Equipo ganador             | Constructor | Ref.   |
| ----- | ---------------------------------- | ---------------- | ------------- | ------------- | -------------- | -------------------------- | ----------- | ------ |
| 1     | Grande Prêmio de Curitiba          | 3 de mayo        | Eric Granado  | Eric Granado  | Eric Granado   | GST Honda Mobil Super Moto | Honda       | [ 27 ] |
| 2     | Grande Prêmio de Cascavel          | 31 de mayo       | Eric Granado  | Eric Granado  | Eric Granado   | GST Honda Mobil Super Moto | Honda       | [ 28 ] |
| 3     | Grande Prêmio Goiás                | 28 de junio      | Eric Granado  | Eric Granado  | Eric Granado   | GST Honda Mobil Super Moto | Honda       | [ 29 ] |
| 4     | Grande Prêmio de São Paulo         | 26 de julio      | Eric Granado  | Eric Granado  | Eric Granado   | GST Honda Mobil Super Moto | Honda       | [ 30 ] |
| 5     | Grande Prêmio Pirelli              | 30 de agosto     | Eric Granado  | Eric Granado  | Eric Granado   | GST Honda Mobil Super Moto | Honda       | [ 31 ] |
| 6     | Grande Prêmio de Brasília          | 27 de septiembre | Eric Granado  | Eric Granado  | Eric Granado   | GST Honda Mobil Super Moto | Honda       | [ 32 ] |
| 7     | Grande Prêmio de Santa Cruz do Sul | 25 de octubre    | Eric Granado  | Eric Granado  | Eric Granado   | GST Honda Mobil Super Moto | Honda       | [ 33 ] |
| 8     | Grande Prêmio Petrobrás            | 29 de noviembre  | Eric Granado  | Eric Granado  | Eric Granado   | GST Honda Mobil Super Moto | Honda       | [ 34 ] |

### GP 250R
| Ronda | Circuito                           | Fecha            | Pole Position      | Vuelta rápida   | Piloto ganador | Equipo ganador                      | Constructor | Ref.   |
| ----- | ---------------------------------- | ---------------- | ------------------ | --------------- | -------------- | ----------------------------------- | ----------- | ------ |
| 1     | Grande Prêmio de Curitiba          | 3 de mayo        | Brian David        | Brian David     | Brian David    | Estrella Galicia 0,0 by Alex Barros | Honda       | [ 35 ] |
| 2     | Grande Prêmio de Cascavel          | 31 de mayo       | Nicolás Palavecino | Alexis Castillo | Nélson Matheus | Hitman RC Racing                    | Honda       | [ 36 ] |
| 3     | Grande Prêmio Goiás                | 28 de junio      | Marcelo Lage       | Brian David     | Brian David    | Estrella Galicia 0,0 by Alex Barros | Honda       | [ 37 ] |
| 4     | Grande Prêmio de São Paulo         | 26 de julio      | Brian David        | Lorenzo Venutti | Brian David    | Estrella Galicia 0,0 by Alex Barros | Honda       | [ 38 ] |
| 5     | Grande Prêmio Pirelli              | 30 de agosto     | Brian David        | Brian David     | Brian David    | Estrella Galicia 0,0 by Alex Barros | Honda       | [ 39 ] |
| 6     | Grande Prêmio de Brasília          | 27 de septiembre | Brian David        | Daniel Mello    | Brian David    | Estrella Galicia 0,0 by Alex Barros | Honda       | [ 40 ] |
| 7     | Grande Prêmio de Santa Cruz do Sul | 25 de octubre    | Marcelo Lage       | Benjamín Moreno | Bruno Maciel   | Estrella Galicia 0,0 by Alex Barros | Honda       | [ 41 ] |
| 8     | Grande Prêmio Petrobrás            | 29 de noviembre  | Brian David        | Brian David     | Brian David    | Estrella Galicia 0,0 by Alex Barros | Honda       | [ 42 ] |

## Calificación general

### GP 1000
| Pos. | Rider              | Moto     | Clase | CTB | CAS | GOI | SPO | PIR | BSB | SCZ | PET | Pts. |
| ---- | ------------------ | -------- | ----- | --- | --- | --- | --- | --- | --- | --- | --- | ---- |
| 1    | Matthieu Lussiana  | BMW      | PRO   | 1   | 1   | 2   | 1   | 1   | 2   | 1   | DSQ | 165  |
| 2    | Diego Pierluigi    | Kawasaki | PRO   | 10  | 2   | 1   | 2   | 9   | 1   | 3   |     | 119  |
| 3    | Miguel Praia       | Honda    | PRO   | 2   | 5   | 3   | 4   | 4   | 5   | 6   | 3   | 116  |
| 4    | Wesley Gutierrez   | Kawasaki | PRO   | 4   | 3   | 5   | 5   | 2   | 6   | 7   | 2   | 110  |
| 5    | Sebastiano Zerbo   | Kawasaki | PRO   | 5   | 10  | 6   | 6   | 3   | 4   | 9   | 1   | 98   |
| 6    | Danilo Lewis       | Kawasaki | PRO   | 6   | 7   | 4   |     |     | 7   | 8   | 5   | 60   |
| 7    | Martín Solorza     | Kawasaki | PRO   | 8   | 8   |     |     |     | 3   | 4   | 9   | 52   |
| 8    | Luciano Ribodino   | Suzuki   | PRO   | Ret |     |     | 3   | 5   |     | 5   | 4   | 51   |
| 9    | Phillippe Thiriet  | Kawasaki | PRO   | Ret | 11  | 8   | 7   | 6   | 10  | 10  | 11  | 49   |
| 10   | Nick Iatauro       | Suzuki   | EVO   | 16  | 9   | 7   | 9   | 8   | 8   | 11  | Ret | 44   |
| 11   | Marco Solorza      | Kawasaki | PRO   | 7   | 6   |     |     |     | Ret | 2   | Ret | 39   |
| 12   | Victor Moura       | Kawasaki | EVO   | 11  | 12  | Ret | 10  | 7   | 9   | Ret | 8   | 39   |
| 13   | Diego Pretel       | Ducati   | EVO   | 9   | Ret | 9   | 8   | NL  | Ret |     | 7   | 31   |
| 14   | Sebastian Porto    | BMW      | PRO   | 3   | 4   | NL  |     |     |     |     |     | 29   |
| 15   | Marcos Salles      | Honda    | EVO   | 15  | Ret | 11  | 11  | 10  | NL  | Ret |     | 17   |
| 16   | Rhalf Lo Turco     | Kawasaki | PRO   |     |     |     |     |     |     |     | 6   | 10   |
| 17   | Marcelo Skaf       | Kawasaki | PRO   |     |     |     |     |     |     | 12  | 12  | 8    |
| 18   | Ricardo Negretto   | Kawasaki | PRO   |     |     |     |     |     | Ret |     | 10  | 6    |
| 19   | Alessandro Andrade | Kawasaki | EVO   |     |     | 10  |     |     |     |     |     | 6    |
| 20   | Jean Vieira        | Kawasaki | PRO   |     |     |     |     |     | 11  | Ret | Ret | 5    |
| 21   | Carlos Barcellos   | Suzuki   | EVO   |     |     |     |     |     |     | 13  | 14  | 5    |
| 22   | Ian Testa          | Ducati   | EVO   | 12  |     |     |     |     |     |     |     | 4    |
| 23   | Luís Fittipaldi    | Kawasaki | EVO   | 13  |     |     |     |     |     |     |     | 3    |
| 24   | Maurício Paludete  | BMW      | EVO   |     |     |     |     |     |     |     | 13  | 3    |
| 25   | André Paiato       | BMW      | EVO   | 14  |     |     |     |     |     |     |     | 2    |
| 26   | Helison Chin       | Kawasaki | EVO   |     |     |     |     |     |     |     | 15  | 1    |
| 27   | Erlon Franco       | Kawasaki | PRO   |     |     |     |     |     | Ret |     |     | 0    |
| 28   | Eliandro Simonini  | Kawasaki | EVO   |     |     |     |     | Ret |     |     |     | 0    |
| 29   | Danilo Berto       | Ducati   | EVO   |     |     |     |     |     |     |     | Ret | 0    |
| 30   | Pedro Lins         | Honda    | EVO   |     |     |     |     |     |     |     | Ret | 0    |
| Pos. | Rider              | Moto     | Clase | CTB | CAS | GOI | SPO | PIR | BSB | SCZ | PET | Pts. |

### GP Light
| Pos. | Rider               | Moto     | Clase | SPO | RJO | INT | BSB | CGR | SCZ | CAS | PIR | Pts. |
| ---- | ------------------- | -------- | ----- | --- | --- | --- | --- | --- | --- | --- | --- | ---- |
| 1    | Rafael Nunes        | Suzuki   | LGT   | 1   | 4   | 1   | 2   | 1   | 2   | 6   | 5   | 145  |
| 2    | Marcelo Dahmer      | Honda    | LGT   | 5   | 2   | 3   | 1   | 2   | 4   | 1   | 7   | 133  |
| 3    | Henrique Castro     | Kawasaki | LGT   | 6   | 5   | 2   | 3   | 6   | 1   | 3   | 6   | 109  |
| 4    | Jean Vieira         | Kawasaki | LGT   | 2   | 3   |     | 6   | 4   | 7   | 2   | 3   | 104  |
| 5    | Diogo Ramos         | Kawasaki | LGT   | 4   |     | 4   |     | 3   | 6   | 5   | 2   | 85   |
| 6    | Ricardo Negretto    | Kawasaki | LGT   | 8   | 6   | 5   |     |     | 5   |     | 4   | 45   |
| 7    | Édson Luiz          | Kawasaki | LGT   | 10  | 8   | 7   | Ret | 11  |     | 8   | 9   | 43   |
| 8    | Érlon Franco        | Kawasaki | LGT   | 12  | 11  | 10  | 9   |     | 10  | 7   | 11  | 42   |
| 9    | Marcos Ramalho      | Kawasaki | LGT   |     | 1   |     | 10  | 14  |     | 10  |     | 39   |
| 10   | Pedro Lins          | Honda    | LGT   | 13  | 7   |     | 5   | 12  | 8   |     | 12  | 39   |
| 11   | Ricardo Levy        | Ducati   | LGT   | 3   |     | 6   | 7   |     |     |     |     | 36   |
| 12   | Márcio Pereira      | BMW      | LGT   | 15  | 9   |     | 8   | 5   | 11  |     |     | 32   |
| 13   | Marcelo Skaf        | Kawasaki | LGT   |     |     |     |     |     | 3   | 4   |     | 31   |
| 14   | Pablo Nunes         | Kawasaki | LGT   |     |     | 12  |     | 9   | 12  | 9   | 8   | 30   |
| 15   | Sharbel Hajjar      | Kawasaki | LGT   |     |     |     |     |     |     |     | 1   | 25   |
| 16   | Luciano Donato      | BMW      | LGT   | 14  | 10  | 8   | Ret |     | 14  | 11  | 14  | 25   |
| 17   | Marcelo Souza       | Kawasaki | LGT   |     |     |     |     | 7   | 9   |     |     | 16   |
| 18   | Maurício Paludete   | BMW      | LGT   | 9   |     |     |     | 8   |     |     | 10  | 15   |
| 19   | Sandro Campos       | Kawasaki | LGT   |     |     |     | 4   |     |     |     |     | 13   |
| 20   | Fabiano Hazan       | Kawasaki | LGT   | 7   |     |     |     |     |     |     |     | 9    |
| 21   | Gian Filippis       | Kawasaki | LGT   |     | 12  | 11  |     |     |     |     |     | 9    |
| 22   | Tiago Fonseca       | Honda    | LGT   |     |     | 9   |     | 13  |     |     |     | 7    |
| 23   | Alexandre Godoy     | Kawasaki | LGT   |     |     |     |     | 10  |     |     |     | 6    |
| 24   | Wagner Ettinger     | Kawasaki | LGT   |     | 13  |     |     |     | 13  |     |     | 6    |
| 25   | Marcos Prata        | Kawasaki | LGT   | 11  |     |     |     |     |     |     |     | 5    |
| 26   | Von Braun           | Kawasaki | LGT   |     |     |     | 11  |     |     |     |     | 5    |
| 27   | Danilo Rafael Berto | Ducati   | LGT   |     |     |     | 12  | 15  |     |     |     | 5    |
| 28   | Bruno Teixeira      | Yamaha   | LGT   |     |     |     |     |     |     | 12  |     | 4    |
| 29   | Wellison Rocha      | Kawasaki | LGT   |     |     | 13  |     |     |     |     |     | 3    |
| 30   | Alexis Hay          | BMW      | LGT   |     |     |     |     |     |     |     | 13  | 3    |
| 31   | Renan Passos        | BMW      | LGT   |     | 14  |     |     |     |     |     |     | 2    |
| 32   | Igor Guerra         | BMW      | LGT   |     |     | 14  |     |     |     |     |     | 2    |
| 33   | Iberson Thaigo      | Yamaha   | LGT   |     |     | 15  |     |     |     |     |     | 1    |
| 34   | Guilherme Calixto   | Ducati   | LGT   |     |     |     |     |     | 15  |     |     | 1    |
| 35   | Gilbert Paz         | Kawasaki | LGT   |     |     |     |     |     |     |     | 15  | 1    |
| 36   | Helison Chin        | Kawasaki | LGT   |     |     |     |     | INF |     |     |     | 0    |
| 37   | Rodrigo Souza       | Ducati   | LGT   |     |     | NC  |     |     |     |     |     | 0    |
| 38   | Pedro Assumpção     | BMW      | LGT   |     |     |     | Ret |     |     |     |     | 0    |
| 39   | Alan Modesto        | Kawasaki | LGT   |     |     |     |     | Ret |     |     |     | 0    |
| 40   | Uber Torres         | Kawasaki | LGT   |     |     | DSQ |     |     |     |     |     | 0    |
| 41   | Marlon Verdi        | Honda    | LGT   |     |     |     |     | DNS |     |     |     | 0    |
| Pos. | Rider               | Moto     | Clase | SPO | RJO | INT | BSB | CGR | SCZ | CAS | PIR | Pts. |

### GP 600
| Pos. | Rider               | Moto     | Clase | CTB | CAS | GOI | SPO  | PIR | BSB  | SCZ | PET | Pts. |
| ---- | ------------------- | -------- | ----- | --- | --- | --- | ---- | --- | ---- | --- | --- | ---- |
| 1    | Eric Granado        | Honda    | PRO   | 1   | 1   | 1F  | 1    | 1   | 1F   | 1P  | 1   | 200  |
| 2    | Maximiliano Gerardo | Yamaha   | PRO   | 4   | 6F  | 4   | 2    | 12  | Ret  | 2F  | 5   | 91   |
| 3    | Lucas Bittencourt   | Kawasaki | PRO   | 3F  | Ret | 2   | 18   | 3   | 5    | 10  | 9   | 76   |
| 4    | Ian Testa           | Kawasaki | PRO   | 8   | 2   | 3   | 3    | 22  | RetP | 11  | Ret | 65   |
| 5    | Marciano Santin     | Kawasaki | EVO   | 10  | 11  | 5   | 9    | 16  | 3    | 4   | 12  | 65   |
| 6    | Márcio Bortolini    | Honda    | EVO   | 6   | 5   | Ret | 8    | 2F  | 10   | 18  | 6   | 64   |
| 7    | Alex Pires          | Honda    | PRO   | 2   | 4   | Ret | 10   | Ret | Ret  | 3   | 8   | 63   |
| 8    | Flávio Pavanelli    | Kawasaki | EVO   | 7   | 8   | 21  | 11   | 7P  | 6    | 12  | 3   | 61   |
| 9    | Matheus Oliveira    | Kawasaki | PRO   | 13P | Ret | 9   | 7    | 5   | 2    | 7   | Ret | 59   |
| 10   | Juan Solorza        | Yamaha   | PRO   | Ret | 3   | 8   | 5    | 6   | 17   | 6   | Ret | 55   |
| 11   | Sérgio Laurentys    | Honda    | PRO   | 5   | 9P  | 16P | RetP | 4   | 4    | 9   | 16  | 51   |
| 12   | Davi Costa          | Kawasaki | PRO   | 15  | 17  | 6   | 6    | 11  | 7    | 5   | 15  | 47   |
| 13   | Júlio Fortunato     | Kawasaki | EVO   | 14  | 15  | 10  | 4F   | 9   | 8    | Ret | 7F  | 46   |
| 14   | Marcelo Dias        | Honda    | EVO   | 11  | 7   | 7   | 15   | 10  | Ret  | 13  | 10  | 39   |
| 15   | Victor Luciano      | Kawasaki | EVO   | 9   | 12  | 11  | 14   | 21  | 9    | 15  | 11  | 31   |
| 16   | Joélsu da Silva     | Kawasaki | PRO   | 19  | Ret | 18  | 17   | 18  | 14   | 22  | 2P  | 24   |
| 17   | Marcus Trotta       | Yamaha   | PRO   | 21  | 16  | 17  | 13   | 15  | 12   | 8   | Ret | 16   |
| 18   | Rafael Florese      | Kawasaki | EVO   | 20  | 14  | 15  | 16   | Ret | Ret  |     | 4   | 16   |
| 19   | Douglas Pecoraro    | Kawasaki | EVO   | 12  | Ret | 13  | Ret  | 14  | 13   | 20  | 13  | 15   |
| 20   | Breno Pinto         | Yamaha   | EVO   | 18  | 13  | 19  | 22   | 8   | Ret  | 17  | 14  | 13   |
| 21   | Sérgio Prates       | Kawasaki | EVO   | 17  | Ret | 12  | Ret  | 20  | 11   | 14  |     | 11   |
| 22   | Ademílson Peixer    | Kawasaki | PRO   | 23  | Ret | 14  | 12   | 13  | Ret  | Ret | Ret | 9    |
| 23   | Marcos Fortunato    | Kawasaki | EVO   | 16  | 10  | Ret | Ret  | 19  | Ret  | 16  | DNS | 6    |
| 24   | Sebastian Salón     | Yamaha   | PRO   | Ret | Ret | Ret | 20   | 17  | 15   | 24  | 19  | 1    |
| 25   | Rafael Bertagnolli  | Kawasaki | PRO   |     | DNS |     | 19   | Ret | 16   | 21  |     | 0    |
| 26   | Pedro Sampaio       | Yamaha   | PRO   | 22  | 18  | Ret | 21   | 23  | 18   | 23  | 17  | 0    |
| 27   | Juliano Soder       | Yamaha   | EVO   |     |     |     |      |     |      |     | 18  | 0    |
| 28   | Damian Martinovich  | Kawasaki | EVO   |     |     |     |      |     |      | 19  |     | 0    |
| 29   | Rafael Jubram       | Kawasaki | EVO   |     |     | 20  |      |     |      |     |     | 0    |
| 30   | Marcos Macapá       | Kawasaki | PRO   |     |     |     |      |     |      | 25  |     | 0    |
| 31   | Dênis Perenyl       | Kawasaki | EVO   |     |     |     |      |     |      |     | Ret | 0    |
| 32   | Juninho Garcia      | Kawasaki | EVO   | DNS |     |     |      |     |      |     |     | 0    |
| 33   | Leopoldo Bittar     | Kawasaki | EVO   |     |     | WD  |      |     |      |     |     | 0    |
| 34   | Gregory Alfonso     | Kawasaki | EVO   | DSQ |     |     |      |     |      |     |     | 0    |
| 35   | Ricardo Bruniera    | Kawasaki | EVO   |     |     |     |      |     |      |     | Ret | 0    |
| 36   | Thiago Fonseca      | Honda    | EVO   |     | Ret |     |      |     |      |     |     | 0    |
| 37   | Leonardo Pozzer     | Yamaha   | EVO   |     |     |     |      |     |      |     | NL  | 0    |
| 38   | Érico Maison        | Kawasaki | EVO   |     |     | INF |      |     |      |     |     | 0    |
| 39   | Ricardo Juliani     | Kawasaki | EVO   |     |     |     |      |     | NC   |     |     | 0    |
| 40   | Thiago Freitas      | Kawasaki | EVO   |     |     | Ret |      |     |      | Ret |     | 0    |
| 41   | Samara Andrade      | Kawasaki | EVO   |     |     |     | Ret  |     |      |     |     | 0    |
| 42   | Maurício Protta     | Kawasaki | EVO   |     |     |     |      | DNQ |      |     |     | 0    |
| 43   | Édson Fibla         | Kawasaki | EVO   |     |     |     |      |     | DNS  |     |     | 0    |
| 44   | Régis dos Santos    | Honda    | EVO   |     |     |     |      |     |      |     | Ret | 0    |
| Pos. | Rider               | Moto     | Clase | CTB | CAS | GOI | SPO  | PIR | BSB  | SCZ | PET | Pts. |

### GP 250R
| Pos. | Rider               | Moto     | Clase | CTB | CAS | GOI | SPO | PIR | BSB | SCZ | PET | Pts. |
| ---- | ------------------- | -------- | ----- | --- | --- | --- | --- | --- | --- | --- | --- | ---- |
| 1    | Brian David         | Honda    | PRO   | 1   | 5   | 1   | 1   | 1   | 1   | 3   | 1   | 177  |
| 2    | Bruno Maciel        | Honda    | PRO   | 6   | 7   | 5   | 6   | 2   | 2   | 1   | 2   | 125  |
| 3    | Marcelo Lage        | Kawasaki | PRO   | 7   | 4   | 2   | 2   | 4   | 8   | 2   | 6   | 113  |
| 4    | Nicolás Palavecino  | Kawasaki | PRO   | 10  | 2   | 6   | 5   | 3   | 4   | Ret | 10  | 82   |
| 5    | Márcio Affonso      | KTM      | PRO   | 14  | 11  | 3   | 4   | 7   | 5   | 13  | 8   | 67   |
| 6    | Lorenzo Venutti     | Honda    | PRO   | Ret | 9   | 11  | 3   | Ret | 13  | 4   | 3   | 60   |
| 7    | Alexis Castillo     | Kawasaki | PRO   | 4   | 3   | 12  | 10  | 9   | 15  | Ret | 7   | 56   |
| 8    | Javier Altamirano   | Suzuki   | PRO   | Ret |     | 8   | 11  | 5   | 3   | 5   | Ret | 51   |
| 9    | Daniel Mello        | Honda    | PRO   | 13  | 6   | 4   | 8   |     | 10  | Ret | 11  | 45   |
| 10   | Andrey Oliveira     | KTM      | PRO   | 9   | 12  | 10  | 7   | 8   | 12  | Ret | 9   | 45   |
| 11   | Benjamín Moreno     | Honda    | PRO   | 17  | Ret | 9   | 15  | Ret | 7   | 6   | 4   | 40   |
| 12   | Guilherme Barrozo   | Yamaha   | PRO   | Ret |     | 13  | 12  | 11  | 6   | 10  | 5   | 39   |
| 13   | Genaro Rossi        | KTM      | PRO   | 2   | Ret | Ret | 9   | 12  | 24  | 7   | Ret | 40   |
| 14   | Nélson Matheus      | Honda    | PRO   | Ret | 1   | 7   |     |     |     |     |     | 34   |
| 15   | Alexandre Carpes    | Yamaha   | PRO   |     |     | 15  | 13  | Ret | 9   | 8   | 13  | 22   |
| 16   | Gabriel Batista     | Honda    | PRO   | 3   | 10  | Ret | 19  | 19  | 20  | Ret | 19  | 22   |
| 17   | Cláudio Hoffmann    | Kove     | PRO   |     |     |     | 16  | 10  | 11  | 9   | 14  | 20   |
| 18   | Daniel Pessoa       | KTM      | PRO   | 5   | 14  | 20  | 27  | Ret | Ret | 21  | 17  | 13   |
| 19   | Sérgio Moura        | Kawasaki | PRO   |     |     | 16  |     | 6   |     |     |     | 10   |
| 20   | Brenner Ribeiro     | Kawasaki | PRO   | 16  | 8   | Ret | 17  | 13  | DNS | WD  |     | 11   |
| 21   | Sandro Mauro        | Kawasaki | PRO   | 8   | 13  | 19  | 21  | 24  | Ret | 18  | 22  | 11   |
| 22   | Alexandre Serratine | Kove     | PRO   |     |     |     |     |     | 17  | 14  | 12  | 6    |
| 23   | Gilmar Pequeno      | Honda    | PRO   |     |     |     |     |     |     | 11  |     | 5    |
| 24   | Fábio Baqueta       | Honda    | PRO   | 11  | 17  | 21  | 24  | 22  | Ret | Ret |     | 5    |
| 25   | Felipe Schmitz      | Yamaha   | PRO   | 12  | 15  | 22  | Ret | 21  | Ret | Ret | 21  | 5    |
| 26   | Helena Márcia       | Kove     | PRO   |     |     |     |     |     |     | 12  |     | 4    |
| 27   | Diego Martucci      | Kawasaki | PRO   |     |     | Ret | 14  | 16  | 14  | 16  | Ret | 2    |
| 28   | Sanderson Cardoso   | Yamaha   | PRO   | Ret | DSQ | 14  | 20  | 14  | WD  |     |     | 2    |
| 29   | Thiago Bertola      | KTM      | PRO   |     |     | 17  | 23  | 15  | 19  | Ret | 23  | 1    |
| 30   | Dino Montêz         | Montesa  | PRO   | 15  | DNS | Ret | Ret |     |     | WD  |     | 1    |
| 31   | Mauro Méndez        | KTM      | PRO   |     |     |     |     |     |     |     | 15  | 1    |
| 32   | Eduardo Maciel      | Suzuki   | PRO   |     |     |     |     |     |     | 15  |     | 1    |
| 33   | Santiago Bueno      | Honda    | PRO   |     |     |     |     |     |     |     | 16  | 0    |
| 34   | Armando Méndez      | Kove     | PRO   |     | 16  |     |     |     |     |     |     | 0    |
| 35   | Alexander Calles    | Kawasaki | PRO   |     |     |     |     |     | 16  |     |     | 0    |
| 36   | Jorge Recalde       | Honda    | PRO   |     |     | 18  | NC  | 18  | 23  | 17  | 18  | 0    |
| 37   | Federico Brancolini | Kawasaki | PRO   |     |     |     |     | 17  |     |     |     | 0    |
| 38   | Édson Souza Filho   | Kawasaki | PRO   |     |     |     | 18  |     |     |     |     | 0    |
| 39   | Wilcon Souza        | Montesa  | PRO   |     |     |     |     |     | 18  |     |     | 0    |
| 40   | Gabriel Diniz       | Suzuki   | PRO   |     |     | Ret | 25  | Ret | 22  | 19  | Ret | 0    |
| 41   | Fernando Bezerra    | Honda    | PRO   |     |     | 23  | 22  | 20  | 21  | WD  | 25  | 0    |
| 42   | Lorran Dubem        | Suzuki   | PRO   |     |     | DNQ | Ret | Ret | DNQ | 20  | 26  | 0    |
| 43   | Mário Pierre        | Honda    | PRO   |     |     |     |     |     |     |     | 20  | 0    |
| 44   | Mateus Cabral       | Honda    | PRO   |     |     |     |     | 23  |     |     |     | 0    |
| 45   | Rodrigo Casarão     | Yamaha   | PRO   |     |     |     |     |     |     |     | 24  | 0    |
| 46   | Roberto Machado     | Montesa  | PRO   |     |     | DNQ | 26  | Ret | Ret | Ret | Ret | 0    |
| 47   | Leonel Vangioni     | KTM      | PRO   |     |     |     |     | Ret |     |     |     | 0    |
| 48   | Valmir Evang        | KTM      | PRO   |     |     |     | Ret |     |     |     |     | 0    |
| 49   | Warley Nascimento   | Kawasaki | PRO   |     |     |     |     |     | Ret |     |     | 0    |
| 50   | Badú Lontra         | Suzuki   | PRO   |     |     |     |     |     |     | Ret |     | 0    |
| Pos. | Rider               | Moto     | Clase | CTB | CAS | GOI | SPO | PIR | BSB | SCZ | PET | Pts. |

## Cobertura televisiva
Las Carreras de lo Campeonato Brasileño de Superbikes se transmiten por Televisión por Cable incluyendo: ESPN, Fox Sports, Movistar+, CBS Sports y NBC Sports. 

### Cobertura en Brasil
| Transmissão | Transmissão                    |
| ----------- | ------------------------------ |
| SporTV      | Narração: Eugênio Rizzardo     |
| SporTV      | Narração: Rogério Rockenbach   |
| SporTV      | Comentários: Pedro Della Corte |
| SporTV      | Comentários: Karen Battaglia   |

| Transmissão | Transmissão                      |
| ----------- | -------------------------------- |
| Band        | Narração: Eduardo Vaz            |
| Band        | Narração: Márcio Possamai        |
| Band        | Comentários: Gilberto Bertarello |
| Band        | Comentários: Ana Coser Mazutti   |

| Transmissão | Transmissão                         |
| ----------- | ----------------------------------- |
| BandSports  | Narração: Celso Miranda             |
| BandSports  | Narração: Gian Calabrese            |
| BandSports  | Comentários: Robson Amaral          |
| BandSports  | Comentários: Claudia Refatti Benato |

| Transmissão | Transmissão                   |
| ----------- | ----------------------------- |
| YouTube     | Narração: Octávio Muniz       |
| YouTube     | Narração: Thiago Fabris       |
| YouTube     | Comentários: Ivar Castagnetti |
| YouTube     | Comentários: Henrique Gava    |

### Otros países
- Colombia: RCN Televisión y RCN HD2
- Portugal: Sport TV
- Reino Unido: BT Sport
- Canadá: Sportsnet
- España: Movistar+
- Hispanoamérica: ESPN y Star+

### Enlaces de transmisión
| Internet (Global) |
| ----------------- |
| YouTube           |
| Motorsport.tv     |
| Facebook          |
| Zoome             |
| Catve.com         |
| Auto Videos       |
| Twitch            |